# Partisanenlazarett Zgornji Hrastnik
Koordinaten: 45° 40′ 38,3″ N, 15° 3′ 31,1″ O

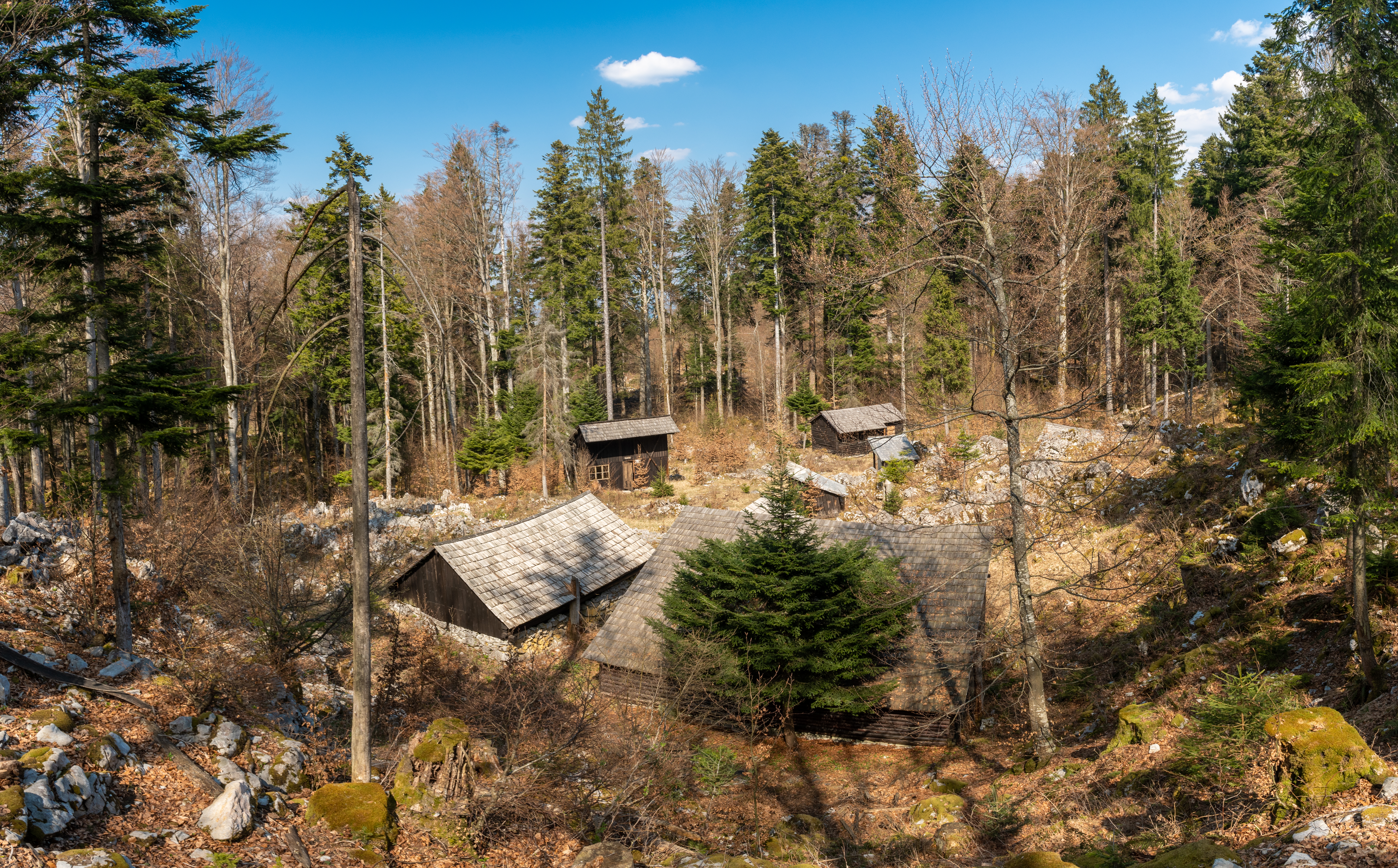
Lazarettbaracken in Zgornji Hrastnik

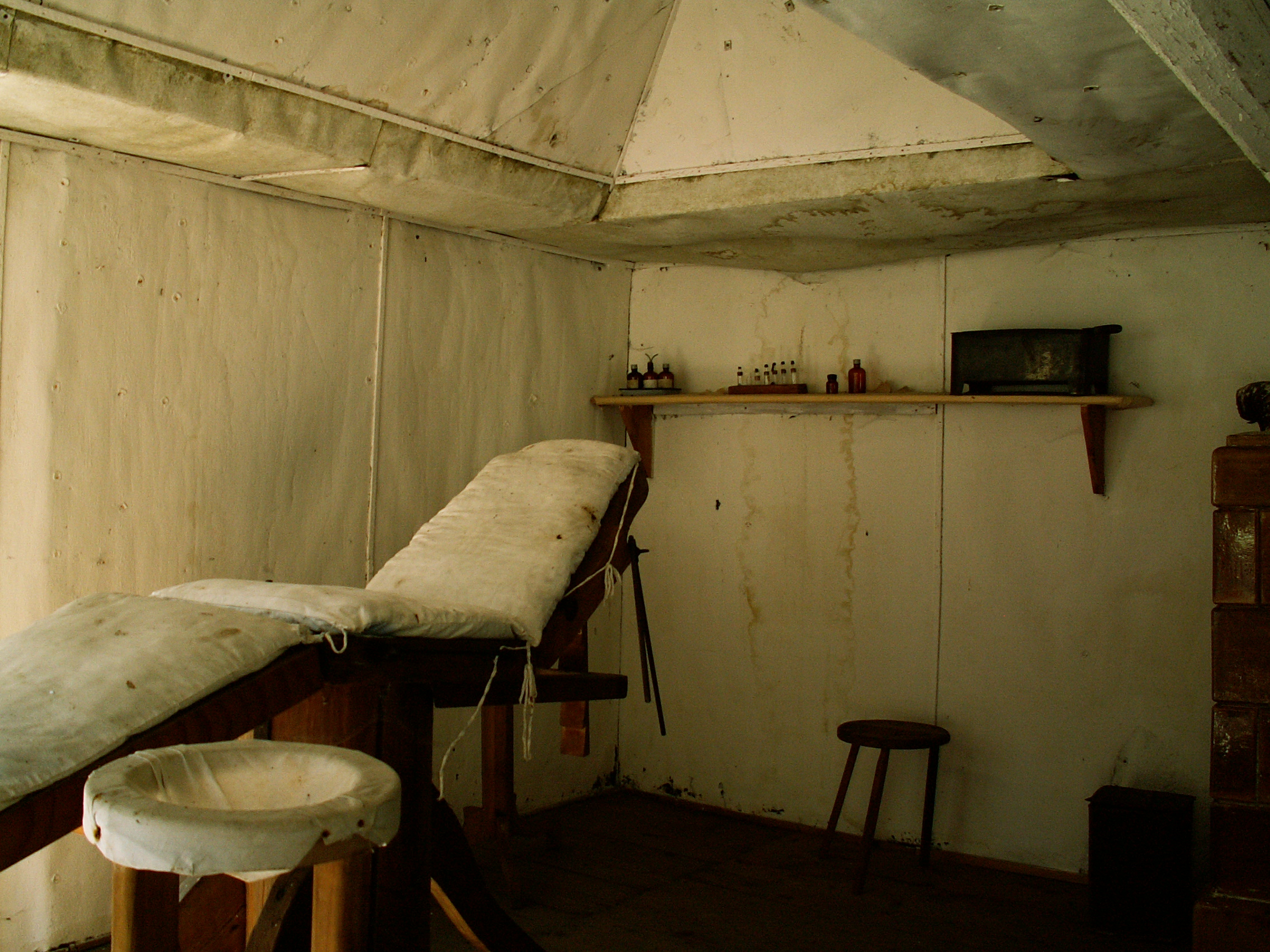
Aseptischer Operationsraum

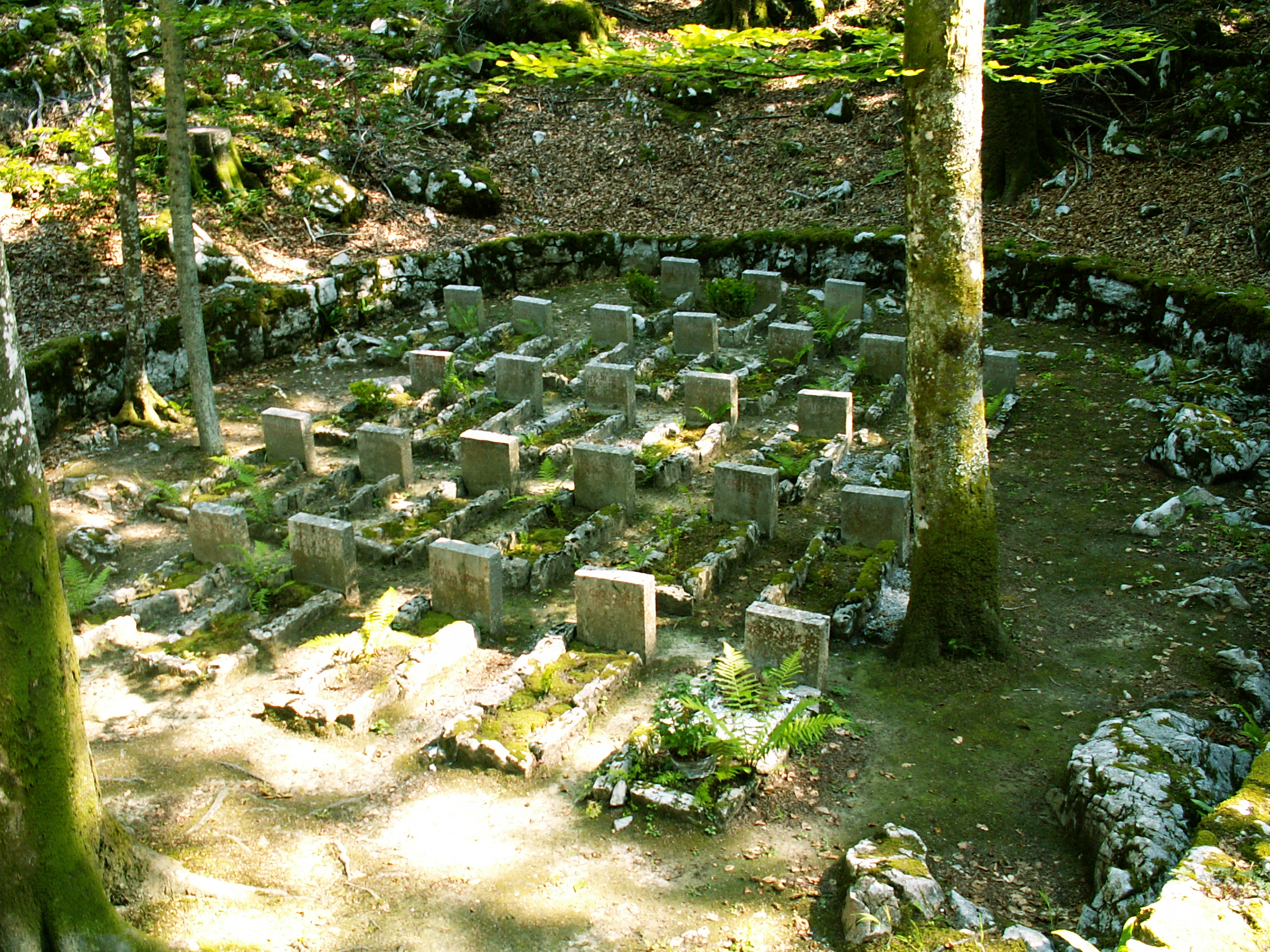
Friedhof des Lazaretts

Das Partisanenlazarett Zgornji Hrastnik (slowenisch: Partizanska bolnišnica Zgornji Hrastnik) war während des Zweiten Weltkriegs ein geheimes Partisanenkrankenhaus in der Nähe des Dorfs Črmošnjice im Hornwald auf dem heutigen Gebiet der Gemeinde Semič in Slowenien. Es war Teil des Slowenischen Zentralen Partisanenkrankenhauses und diente von 1943 bis zum Kriegsende 1945 der Versorgung von verwundeten jugoslawischen Partisanen.

## Geschichte
Slowenische Partisanen begannen im Februar 1943 mit dem Bau von Lazarettbaracken in den abgelegenen Wäldern des Kočevski Rog. Zunächst wurden zwei Notbaracken und eine überdachte Küche errichtet. Die erste Baracke war für die Rekonvaleszenten und Verwundeten vorgesehen, die zweite für das Krankenhauspersonal. Alle Gebäude wurden aus unbehauenen Fichtenstämmen gebaut und mit Schindeln gedeckt. Ab Dezember 1943 wurde der Arzt Janez Milčinski (Partisanenname Peter), der spätere Rektor der Universität Ljubljana, zum Leiter des Lazaretts ernannt. 
Ende Januar 1944 wurde zusätzlich zu den bestehenden Baracken eine neue Operationsbaracke mit einem aseptischer Operationsraum errichtet. 
Insgesamt wurden während der Existenz des Lazaretts mehr als 400 meist schwer verwundete Patienten behandelt. 69 Verwundete starben im Krankenhaus und wurden auf dem Friedhof in der Nähe des Krankenhauses begraben. Dieser ist von einer niedrigen Mauer umgeben und im zentralen Teil befinden sich die Gräber mit Grabsteinen.
Im Jahr 1999 wurde das Partisanenlazarett Zgornji Hrastnik zum Kulturdenkmal von nationaler Bedeutung erklärt.